# Panamerikanische Spiele 1983/Boxen
Die 9. Boxwettkämpfe der Herren bei den Panamerikanischen Spielen wurden vom 14. August bis zum 29. August 1983 in der venezolanischen Hauptstadt Caracas ausgetragen. Es wurde eine neue Gewichtsklasse (das Superschwergewicht) eingeführt; diese war die einzige in der keine zwei Bronzemedaillen vergeben wurden. Insgesamt wurden 47 Medaillen in 12 Gewichtsklassen vergeben.

## Medaillengewinner
| Klasse                          | Gold                     | Silber                                           | Bronze                                                          |
| ------------------------------- | ------------------------ | ------------------------------------------------ | --------------------------------------------------------------- |
| Halbfliegengewicht (bis 48 kg)  | Rafael Ramos Puerto Rico | Paul Gonzales USA                                | Héctor Díaz Dominikanische Republik Manoelito Santos Brasilien  |
| Fliegengewicht (bis 51 kg)      | Pedro Orlando Reyes Kuba | Laureano Ramírez Padilla Dominikanische Republik | Jesus Poll Venezuela Steve McCrory USA                          |
| Bantamgewicht (bis 54 kg)       | Manuel Vilchez Venezuela | Pedro Nolasco Dominikanische Republik            | Robinson Pitalúa Támara Kolumbien Floya Favors USA              |
| Federgewicht (bis 57 kg)        | Adolfo Horta Kuba        | Santos Cardona Puerto Rico                       | Bernard Gary USA Rafael Zuñiga Medrano Kolumbien                |
| Leichtgewicht (bis 60 kg)       | Pernell Whitaker USA     | Ángel Herrera Vera Kuba                          | Alberto Cortez Argentinien Ángel Beltré Dominikanische Republik |
| Halbweltergewicht (bis 63,5 kg) | Cadelario Duvergel Kuba  | Jerry Page USA                                   | Genaro Léon Mexiko Giovanni Sepulveda Dominikanische Republik   |
| Weltergewicht (bis 67 kg)       | Louis Howard USA         | José Aguillar Kuba                               | Luis Luis García Venezuela Antonio Madureira Brasilien          |
| Halbmittelgewicht (bis 71 kg)   | Orestes Solano Kuba      | Dennis Milton USA                                | Dario Matteoni Argentinien Héctor Ortíz Puerto Rico             |
| Mittelgewicht (bis 75 kg)       | Bernardo Comas Kuba      | Alfredo Delgado Puerto Rico                      | Pedro Gamarro Venezuela John Smith Trinidad & Tobago            |
| Halbschwergewicht (bis 81 kg)   | Pablo Romero Kuba        | Evander Holyfield USA                            | Miguel Mosna Argentinien Carlos Salazar Venezuela               |
| Schwergewicht (bis 91 kg)       | Aurelio Toyo Kuba        | Henry Tillman USA                                | Virgilio Frias Dominikanische Republik Alex Stewart Jamaika     |
| Superschwergewicht (über 91 kg) | Jorge Luis González Kuba | Eloy Loaiza Venezuela                            | Tyrell Biggs USA                                                |

## Medaillenspiegel
| Rang | Land                    | Gold | Silber | Bronze | Gesamt |
| ---- | ----------------------- | ---- | ------ | ------ | ------ |
| 1    | Kuba                    | 8    | 2      | 0      | 10     |
| 2    | Vereinigte Staaten      | 2    | 5      | 4      | 11     |
| 3    | Puerto Rico             | 1    | 2      | 1      | 4      |
| 4    | Venezuela               | 1    | 1      | 4      | 6      |
| 5    | Dominikanische Republik | 0    | 2      | 4      | 6      |
| 6    | Argentinien             | 0    | 0      | 3      | 3      |
| 7    | Brasilien               | 0    | 0      | 2      | 2      |
| 7    | Kolumbien               | 0    | 0      | 2      | 2      |
| 9    | Mexiko                  | 0    | 0      | 1      | 1      |
| 9    | Trinidad und Tobago     | 0    | 0      | 1      | 1      |
| 9    | Jamaika                 | 0    | 0      | 1      | 1      |
|      | Total                   | 12   | 12     | 23     | 47     |